# Karoline Erdal
Pour les articles homonymes, voir Erdal (homonymie).
Karoline Erdal, née le 15 novembre 1997 à Førde, est une biathlète norvégienne. Elle est une des rares biathlètes à épauler à gauche, tout comme sa compatriote Ingrid Tandrevold. 

## Biographie
En 2016, elle remporte sa première victoire internationale en gagnant le sprint des Championnats du monde des moins de 19 ans.
Elle fait ses débuts en Coupe du monde à l'entame de la saison 2016-2017 à Östersund, mais par manque de résultats au plus haut niveau mondial (meilleure place 78e), ses apparitions restent rares en Coupe du monde. 
En 2019, Erdal s'impose pour la première fois sur le circuit où elle court principalement, l'IBU Cup, sur le sprint de Sjusjøen. Deux mois plus tard, elle remporte le sprint d'Osrblie.
Lors de la saison 2020-2021, à la suite du désistement de Jenny Enodd pour maladie, Karoline Erdal participe à l'étape d'Oberhof (96e du sprint). Aux Championnats d'Europe 2021 à Duszniki-Zdrój, elle décroche deux médailles d'argent sur le sprint et la poursuite. Elle termine seconde au classement général de la compétition derrière l'allemande Vanessa Voigt. Elle est de nouveau sélectionnée pour la dernière étape d'Östersund où elle se classe 49e du sprint puis 39e de la poursuite, ce qui lui permet de marquer ses premiers points en coupe du monde et d'entrer dans le classement général à la 93e place.
Elle commence la saison 2021-2022 sur le circuit de l'IBU Cup. Elle remporte les qualifications super-sprint et termine deuxième du sprint à Sjusjoen. Ses bonnes performances lui permet de réintégrer le circuit de la coupe du monde sur l'étape d'Annecy. Elle signe sa meilleure performance individuelle à Ruhpolding avec une 15e place sur le sprint et une 17e place sur la poursuite. Lors du sprint de Lenzerheide, sur le circuit de l'IBU Cup, elle termine en deuxième position, entre l'italienne Michela Carrara et la française Caroline Colombo. À Ridnaun, elle monte de nouveau sur le podium avec une 3e place sur le sprint ce qui lui permet de terminer 7e du classement général de ce format.
En l'absence des deux stars Tiril Eckhoff et Marte Olsbu Roeiseland, elle va être alignée sur le circuit de la coupe du monde pour les trois premières étapes de la coupe du monde 2022-2023, sa meilleure performance individuelle sur ce début de saison est une 24e place sur le sprint d'Hochfilzen. Elle va ensuite redescendre sur le circuit de l'IBU Cup, sur lequel elle signera un podium avec une deuxième position sur le sprint de Pokljuka, derrière l'allemande Hanna Kebinger. Lors des championnats d'Europe Lenzerheide, après avoir fait l'impasse sur l'individuel, elle signe deux top 10 sur le sprint et la poursuite et une victoire sur le relais mixte avec Maren Kirkeeide, Erlend Bjoentegaard et Vebjoern Soerum.

## Palmarès

### Coupe du monde
- Meilleure performance individuelle : 14e du sprint de Holmenkollen en 2025.

Mise à jour le 21 mars 2025

#### Classements en Coupe du monde
| Saison    | Individuel | Individuel | Sprint | Sprint   | Poursuite | Poursuite | Mass start | Mass start | Général | Général | Général  |
| Saison    | Points     | Position   | Points | Position | Points    | Position  | Points     | Position   | Courses | Points  | Position |
| --------- | ---------- | ---------- | ------ | -------- | --------- | --------- | ---------- | ---------- | ------- | ------- | -------- |
| 2020-2021 |            |            | 0      | n.c.     | 2         | 78e       |            |            | 3 / 26  | 2       | 94e      |
| 2021-2022 | 7          | 58e        | 26     | 59e      | 28        | 51e       |            |            | 7 / 22  | 61      | 59e      |
| 2022-2023 | 0          | nc         | 22     | 60e      | 0         | nc        |            |            | 6 / 20  | 22      | 71e      |
| 2023-2024 |            |            | 18     | 58e      | 15        | 61e       | 21         | 37e        | 5 / 21  | 54      | 61e      |
| 2024-2025 |            |            | 27     | 57e      | 11        | 63e       | 22         | 44e        | 3 / 21  | 60      | 63e      |

### Championnats d'Europe
| Édition / Épreuve   | Individuel                       | Sprint                    | Poursuite                 | Super Sprint                     | Relais mixte                     | Relais mixte simple              | Relais féminin                   |
| ------------------- | -------------------------------- | ------------------------- | ------------------------- | -------------------------------- | -------------------------------- | -------------------------------- | -------------------------------- |
| Duszniki Zdroj 2017 | 15e                              | 14e                       | 14e                       | Épreuve inexistante à cette date | Médaille d'argent, Europe        | —                                | Épreuve inexistante à cette date |
| Misnk 2019          | 60e                              | 63e                       | —                         | Épreuve inexistante à cette date | —                                | —                                | Épreuve inexistante à cette date |
| Minsk 2020          | Épreuve inexistante à cette date | 9e                        | 16e                       | 53e                              | —                                | Médaille d'or, Europe            | Épreuve inexistante à cette date |
| Duszniki Zdroj 2021 | 24e                              | Médaille d'argent, Europe | Médaille d'argent, Europe | Épreuve inexistante à cette date | —                                | 6e                               | Épreuve inexistante à cette date |
| Arber 2022          | 40e                              | 10e                       | 24e                       | Épreuve inexistante à cette date | —                                | 6e                               | Épreuve inexistante à cette date |
| Lenzerheide 2023    | —                                | 9e                        | 7e                        | Épreuve inexistante à cette date | Médaille d'or, Europe            | —                                | Épreuve inexistante à cette date |
| Brezno-Osrblie 2024 | 21e                              | 38e                       | 18e                       | Épreuve inexistante à cette date | —                                | —                                | Épreuve inexistante à cette date |
| Martell 2025        | 43e                              | 24e                       | 48e                       | Épreuve inexistante à cette date | Épreuve inexistante à cette date | Épreuve inexistante à cette date | 7e                               |

Légende :
- — : non disputée par Erdal
- : épreuve ne figurant pas au programme

### Championnats du monde junior
- Médaille d'or du relais en 2017 (junior)
- Médaille d'or du sprint en 2016 (jeunes).
- Médaille de bronze du relais en 2016 (jeunes).

### IBU Cup
- 16 podiums individuels dont 5 victoires.

à jour au 24 mars 2025

#### Classements
| Saison    | Classement général final | Individuel | Sprint | Poursuite | Mass start                       | Super sprint                     |
| 2016-2017 | 36e                      | 45e        | 26e    | 56e       | Épreuve inexistante à cette date | Épreuve inexistante à cette date |
| 2018-2019 | 27e                      | 56e        | 36e    | 13e       | -                                | -                                |
| 2019-2020 | 8e                       | 59e        | 3e     | 7e        | 11e                              | 25e                              |
| 2020-2021 | 2e                       | 13e        | 6e     | 4e        | Épreuve inexistante à cette date | Épreuve inexistante à cette date |
| 2021-2022 | 9e                       | 83e        | 7e     | 12e       | 4e                               | 3e                               |
| 2022-2023 | 15e                      | 44e        | 9e     | 20e       | 22e                              | 16e                              |
| 2023-2024 | 3e                       | 3e         | 2e     | 5e        | 15e                              | Épreuve inexistante à cette date |
| 2024-2025 | 4e                       | 2e         | 5e     | 10e       | 26e                              | Épreuve inexistante à cette date |